# Acta Societatis Botanicorum Poloniae
Acta Societatis Botanicorum Poloniae – najważniejsze czasopismo Polskiego Towarzystwa Botanicznego publikujące oryginalne prace badawcze, krótkie komunikaty oraz prace przeglądowe ze wszystkich działów botaniki.
Kwartalnik wydawany od 1923 roku, od 2016 roku wyłącznie w wersji elektronicznej, w trybie open access (od 2011 roku). Nie ukazywało się tylko w okresie II wojny światowej. Poza regularnie wydawanymi tomami w niektórych latach wydawano dodatkowe suplementy. Początkowo w czasopiśmie publikowano prace głównie w języku polskim, ze streszczeniami w językach konferencyjnych. Od lat 70. XX wieku artykuły publikowane są wyłącznie w języku angielskim.
Redaktorami naczelnymi czasopisma byli: Dezydery Szymkiewicz (1922–1930), Kazimierz Bassalik (1930–1937), Kazimierz Piech (1938–1939), Dezydery Szymkiewicz wspólnie z Kazimierzem Bassalikiem (1945–1947), Kazimierz Bassalik 1948–1949, Kazimierz Bassalik wspólnie z Wacławem Gajewskim (1949–1960), Wacław Gajewski wspólnie z Henrykiem Teleżyńskim (1960–1977), Bohdan Rodkiewicz (1980–1990), Stefan Zajączkowski (1991–1992), Jerzy Fabiszewski (1993–2010), Beata Zagórska-Marek (2011-2022) oraz Jakub Sawicki (od 2023).